# Terra Mítica

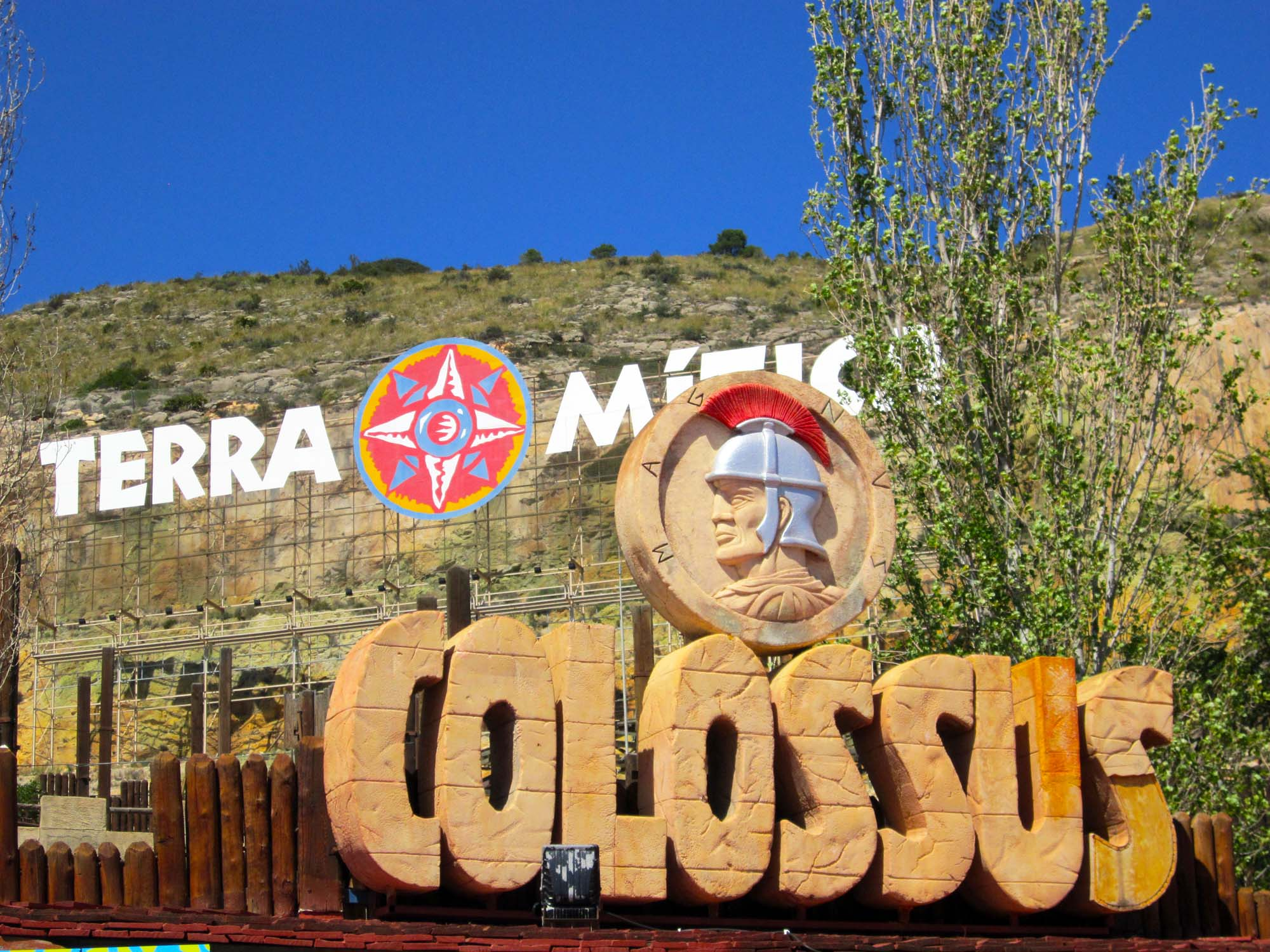
Magnus Colossus - montagnes russes en bois

Terra Mítica est un parc à thèmes situé à Benidorm, (province d'Alicante, en Espagne).
En 1998, la Communauté valencienne souhaite son parc d'attractions, comme PortAventura en Catalogne et Isla Mágica en Andalousie. Eduardo Zaplana alors président de la Généralité valencienne initie un vaste projet de construction de parc d'attraction. La société Terra Mítica Parque Temático de Benidorm est alors créée. L'idée est de créer un parc d'attraction à la fois ludique, didactique et culturel sur l'histoire des civilisations méditerranéennes. La faculté d'histoire de l'université de Valence fait partie du comité directeur lors de la création du parc. Un appel d'offres est lancé et initialement les dirigeants du projet souhaitent une société américaine pour la création du complexe, mais c'est finalement la société espagnole Global TLA qui va remporter l'appel d'offres, en proposant un projet plus proche du concept culturel que les autres sociétés concourantes, américaines pour la plupart. Le parc a été conçu par le créateur de la société Global TLA, Emilio Tramullas. 
Le 5 mai 1998, la société Terra Mítica Parque Temático de Benidorm décide d'adjuger à différentes entreprises européennes et américaines la construction des attractions. Concrètement, il est prévu une attraction de type Shoot the Chute (La furia de Triton) construite par Intamin (Suisse) et Interlink (France), un train rapide construit par Zamperla (Italie) et Mack rides (Allemagne), des Rapides (aquatique) avec inversion[pas clair] construits par Hafema (Allemagne), Intamin et Bear Rides (Suisse), des montagnes russes en bois construites par Intamin et RCCA (États-Unis). Au total, un investissement de 15 000 millions de pesetas est prévu pour les attractions de type mécanique.  
La société Global a également prévu plusieurs attractions de type parcours scénique : El Laberinto del Minotauro, La Maquina del Tiempo (attraction de type suspendu, comme Peter Pan's Flight de Disney, le projet sera finalement abandonné à cause de réductions budgétaires), El viaje de Ulises, La Pirámide: El misterio de Keops, El Simulador de Olympia et Telémaco (sera fusionné à l'attraction El Viaje de Ulises qui deviendra El Rescate de Ulises) . Des spectacles seront également mis en place : Moros y Cristianos (projet qui ne verra finalement jamais le jour), Piratas Berberiscos, Gladiadores del futuro. 
Les prévisions optimistes annoncent 4 millions de visiteurs chaque année pour le parc, qui est alors construit en conséquence (grand et attractions très espacées les unes des autres). 
Le 27 juillet 2000, le parc Terra Mítica est inauguré pour un coût total d'environ 385 millions d'euros.
Dès l'ouverture, le parc rencontre de nombreux problèmes opérationnels, les attractions sont régulièrement hors service. Cela est dû en grande partie à la pression qui a été mise sur les entreprises de conception et de construction afin d'ouvrir le parc durant l'été 2000 (année des élections générales). Le personnel n'a pas été suffisamment formé et les attractions qui ont été conçues par Global avec d'autres sociétés (attractions de parcours scéniques) sont complexes et ont dû être ajustées dans l'urgence. Si le travail de thématisation est particulièrement soigné, ce qui en fait un parc particulièrement beau et les attractions originales, certaines ne sont pas à la hauteur : El Misterio de Keops, La Sorpresa de los dioses, El Rescate de Ulyses. Si les deux premières seront fermées en 2003 en raison du mauvais accueil du public, El Rescate de Ulises ne correspond pas au résultat voulu par Global, la société chargée de la construction n'ayant manifestement pas le niveau requis pour la construction complexe de l'attraction, tel qu'initialement prévu. De nombreux effets seront finalement abandonnés et le système de véhicules (bateaux) sera remplacé par des bouées. 
En 2001, les dirigeants du parc, qui appartient majoritairement à la collectivité publique, prennent conscience de la difficulté de gérer un complexe de cette envergure sans aucune expérience en la matière et décident de confier la gestion du parc à Paramount Parks ; le parc devient alors Terra Mítica a Paramount Park.
En 2004, face aux résultats médiocres en comparaison des sommes importantes qui sont reversées à Paramount Park, la direction du parc rompt le contrat avec cette société et la Generalité valencienne reprend la gestion avec les deux autres actionnaires (les banques CAM et Bancaja). Le parc atteint à peine 2 millions de visiteurs par année dans les meilleures périodes, loin des 4 millions prévus.  
Dans les années qui suivent, le parc ne parvient pas à atteindre l'équilibre en plus d'être fortement endetté. Les trois actionnaires décident de se séparer du parc et en juillet 2010, c'est le groupe Santa-María, qui possède aussi le parc zoologique Mundomar et le parc aquatique Aqualandia, qui rachète le parc. Lors des négociations, les groupes espagnols Parques Reunidos et Aspro Parks étaient également dans la course. Le parc est cédé au groupe Santa-María pour 65 millions d'euros.

## Le parc d'attractions

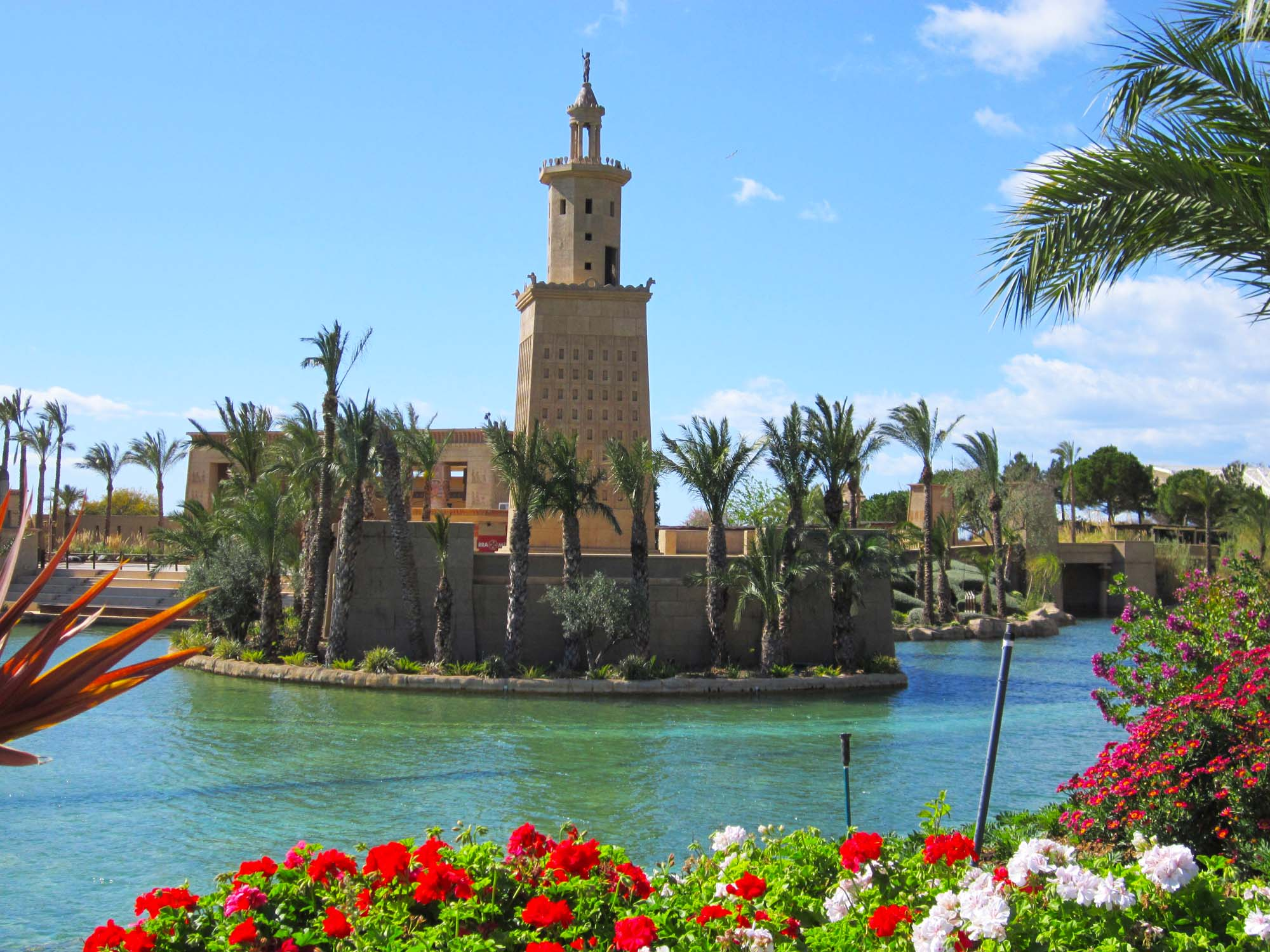
Phare d'Alexandrie.

Le parc est divisé en cinq zones thématiques :
- Egipto (Égypte) - le monde des pharaons ;
- Grecia (Grèce) - quartier inspiré de la Grèce antique ;
- Roma (Rome) - l'Empire romain dans toute sa splendeur ;
- Ibéria (péninsule Ibérique) - ambiance méditerranéenne ;
- Las Ilas (les îles) - monde de terre, d'eau et de forêt.

## Les principales attractions

### Les montagnes russes
| Nom de l'attraction | Type                           | Constructeur | Année     | Quartier | Photo |
| ------------------- | ------------------------------ | ------------ | --------- | -------- | ----- |
| Alucinakis          | Métal junior                   | Zamperla     | 2000      | Grèce    |       |
| El Tren Bravo       | E-Powered                      | Zamperla     | 2000-2007 | Iberia   |       |
| Inferno             | Quadridimensionnelles Zac Spin | Intamin      | 2007      | Rome     |       |
| Magnus Colossus     | Bois                           | RCCA         | 2000-2015 |          |       |
| Titanide            | Inversées                      | Vekoma       | 2003      | Grèce    |       |

### Lesattractions aquatiques
| Nom de l'attraction | Type                    | Constructeur | Année | Quartier |
| ------------------- | ----------------------- | ------------ | ----- | -------- |
| Akuatiti            | Bûches junior           | Swiss Rides  | 2000  | Égypte   |
| Cataratas del Nilo  | Bûches                  | Mack Rides   | 2000  | Égypte   |
| La Furia de Triton  | Shoot the Chute         | Intamin      | 2000  | Grèce    |
| Rapidos de Argos    | Rivière rapide en bouée | Intamin      | 2000  | Les îles |

### Les parcours scéniques
| Nom de l'attraction                            | Type                                                                      | Constructeur                        | Année     | Quartier |  |
| ---------------------------------------------- | ------------------------------------------------------------------------- | ----------------------------------- | --------- | -------- |  |
| El Laberinto del Minotauro                     | Parcours scénique interactif                                              | Sally Dark Rides / ETF Ride Systems | 2000      | Grèce    |  |
| El Rescate de Ulises                           | Croisière scénique                                                        | Hafema                              | 2000      | Les îles |  |
| El misterio de Keops, — La Pirámide del Terror | Spectacle laser, plateforme amovible entre plusieurs pièces — Walkthrough | Terra Mítica                        | 2000 2005 | Égypte   |  |

### Autres
| Nom de l'attraction       | Type                                                            | Constructeur            | Année     | Quartier |
| ------------------------- | --------------------------------------------------------------- | ----------------------- | --------- | -------- |
| El Vuelo del Fenix        | Tour de chute                                                   | Intamin                 | 2000      | Rome     |
| Infinnito                 | Tour d'observation                                              | Intamin                 | 2007      | Égypte   |
| La Cólera de Akiles       | SuperNova                                                       | Mondial Rides           | 2006      | Les îles |
| Los Icaros                | Chaises volantes                                                | Zierer                  | 2000      | Grèce    |
| Synkope                   | Giant Frisbee                                                   | Mondial Rides           | 2005      | Grèce    |
| Vertigum                  | Tapis volant                                                    | Zamperla                | 2000      | Rome     |
| La Sorpresa de los dioses | Spectacle avec projections cinématographiques et animatroniques | Différentes entreprises | 2000 2003 | Les îles |
| El Templo de Kinetos      | Cinéma 4-D                                                      |                         | 2000      | Grèce    |